# عمال الياقات الخضراء

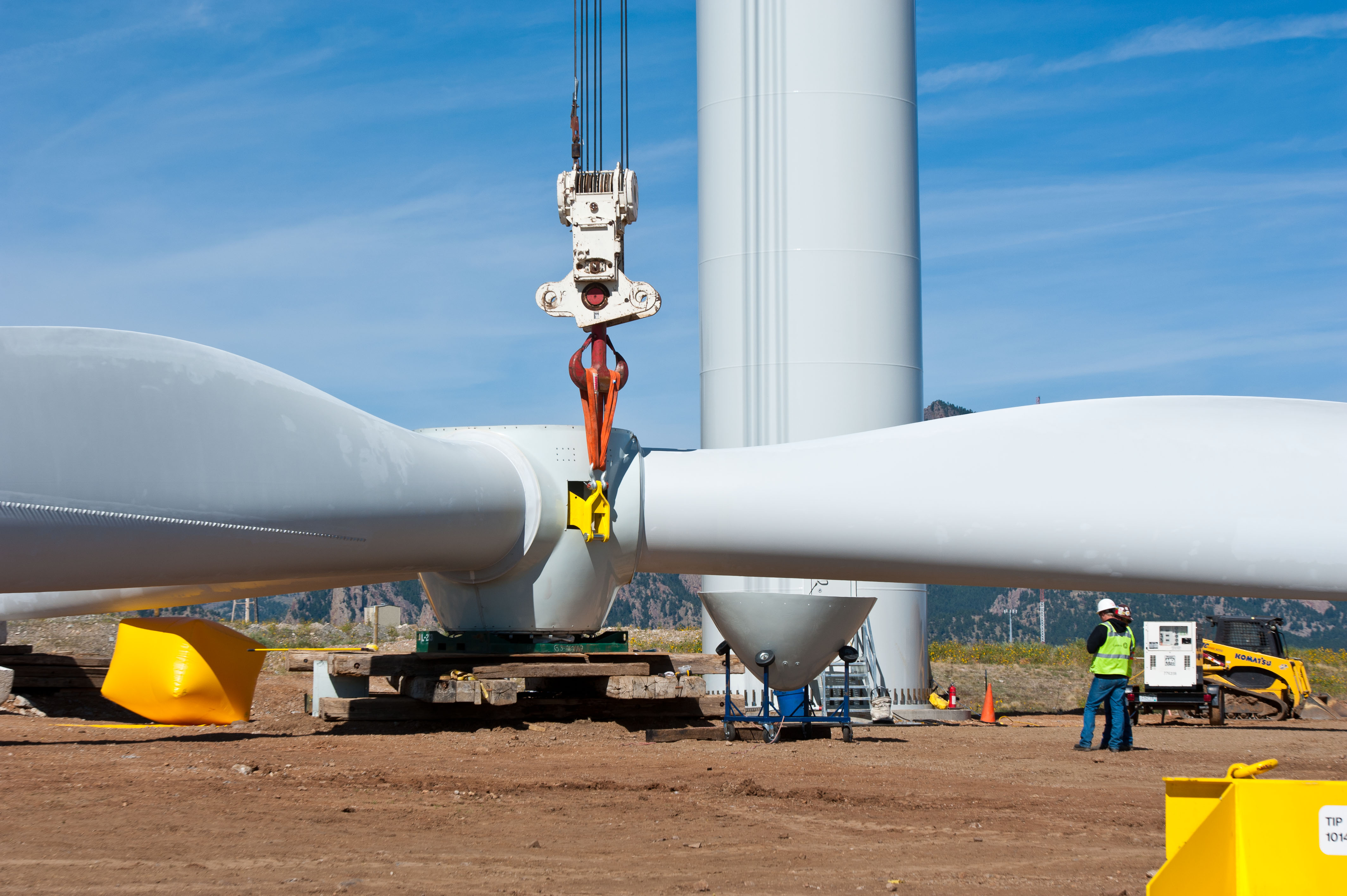
عمال في مجال الطاقة المتجددة المكتسبة من الرياح

العامل ذو الياقات الخضراء (بالإنجليزية: Green-collar worker) هو عامل يعمل في القطاعات البيئية للاقتصاد. عمال البيئة ذوي الياقات الخضراء (أو الوظائف الخضراء) يلبون الطلب على التنمية الخضراء. بشكل عام، يقومون بتنفيذ تصميم وسياسة وتكنولوجيا واعية بيئيًا لتحسين الحفظ والاستدامة. تدفع اللوائح البيئية الرسمية وكذلك التوقعات الاجتماعية غير الرسمية العديد من الشركات للبحث عن المهنيين ذوي الخبرة في قضايا البيئة وكفاءة الطاقة والطاقة المتجددة النظيفة. غالبًا ما يسعون إلى جعل إنتاجهم أكثر استدامة ، وبالتالي أكثر ملاءمة للرأي العام والتنظيم الحكومي وبيئة الأرض.